# Гезер Козар
Гезер Козар (англ. Heather Kozar, нар. 4 травня 1976, Акрон, Огайо, США) — американська фотомодель.

## Біографія
Народилася 4 травня 1976 року в Акроні (штат Огайо, США) в суворій християнській родині.
У 1994 році Гезер закінчила «Green High School».
Стала Playmate місяця і року чоловічого журналу «Playboy» в січні 1998 року у 1999 році, відповідно. У 2002 році стала «St. Pauli Girl». У 1999 році зіграла Сінді в серіалі «Shasta McNasty», а у 2004 році Медісон у фільмі «Back Home Again».
З 26 лютого 2005 року одружена з гравцем в американський футбол Тімом Кучем (нар. 1977). У подружжя є двоє синів — Чейз Скотт Куп (нар. 05.08.2005) та Брейді Куп (нар. березень 2009).